# Championnat de Malaisie de football 2009
Navigation
Saison 2007-2008 Saison 2010
La saison 2009 du Championnat de Malaisie de football est la vingt-huitième édition de la première division à Malaisie. Les quatorze meilleurs clubs du pays sont regroupés au sein d'une poule unique où ils s'affrontent deux fois, à domicile et à l'extérieur. À la fin de la compétition, les deux derniers du classement sont relégués et remplacés par les deux meilleurs clubs de Premier League, la deuxième division malaise.
C'est le club de Selangor FA, qui remporte le championnat cette saison, après avoir terminé en tête du classement final, avec sept points d'avance sur Perlis FA et douze sur le double tenant du titre, Kedah FA. C'est le sixième titre de champion de Malaisie du club, qui réalise le doublé en s'imposant en finale de la Coupe de Malaisie face à Kelantan FA.
À l'issue de la saison, le champion et le vainqueur de la Coupe de Malaisie (ou le deuxième du championnat en cas de doublé) se qualifient pour la Coupe de l'AFC.
Avant le démarrage de la saison, le club de Brunei DPMM FC est exclu du championnat. Cette sanction permet au club de Kelantan FA d'être promu en Super League. Quant au club brunéine, il choisit de s'engager dans le championnat de Singapour.

## Les clubs participants
| - Pahang FA - Selangor FA - Perlis FA - Perak FA - Plus FC - Club promu de D2 - Kedah FA - Terengganu FA | - Kuala Muda Naza FC - Club promu de D2 - Polis-Di-Raja Malaysia FA - Penang FA - Negeri Sembilan FA - Johor FC - Kelantan FA - Club promu de D2 - UPB-MyTeam FC |

## Compétition
Le barème de points servant à établir le classement se décompose ainsi :
- Victoire : 3 points
- Match nul : 1 point
- Défaite : 0 point

### Classement
| Rang | Équipe                    | Pts | J  | G  | N | P  | Bp | Bc | Diff |
| ---- | ------------------------- | --- | -- | -- | - | -- | -- | -- | ---- |
| 1    | Selangor FAC              | 63  | 26 | 20 | 3 | 3  | 64 | 21 | +43  |
| 2    | Perlis FA                 | 56  | 26 | 17 | 5 | 4  | 40 | 19 | +21  |
| 3    | Kedah FAT                 | 51  | 26 | 16 | 3 | 7  | 45 | 28 | +17  |
| 4    | Johor FC                  | 48  | 26 | 15 | 3 | 8  | 53 | 27 | +26  |
| 5    | Terengganu FA             | 47  | 26 | 15 | 2 | 9  | 46 | 29 | +17  |
| 6    | Kelantan FAP              | 44  | 26 | 14 | 2 | 10 | 49 | 36 | +13  |
| 7    | Negeri Sembilan FA        | 38  | 26 | 11 | 5 | 10 | 44 | 35 | +9   |
| 8    | Plus FCP                  | 38  | 26 | 11 | 5 | 10 | 35 | 26 | +9   |
| 9    | Kuala Muda Naza FCP       | 37  | 26 | 12 | 1 | 13 | 32 | 41 | -9   |
| 10   | Perak FA                  | 32  | 26 | 9  | 5 | 12 | 27 | 36 | -9   |
| 11   | UPB-MyTeam FC             | 30  | 26 | 9  | 3 | 14 | 28 | 49 | -21  |
| 12   | Penang FA                 | 19  | 26 | 5  | 4 | 17 | 29 | 55 | -26  |
| 13   | Pahang FA                 | 17  | 26 | 5  | 2 | 19 | 31 | 62 | -31  |
| 14   | Polis-Di-Raja Malaysia FA | 3   | 26 | 0  | 3 | 23 | 19 | 75 | -56  |

|  | Qualification pour la Coupe de l'AFC 2010                                                |
|  | Relégation en Premier League                                                             |
|  | T : Tenant du titre C : Vainqueur de la Coupe de Malaisie P : Club promu en Super League |

## Bilan de la saison
| Championnat de Malaisie de football 2009 |                           |
| Champion                                 | Selangor FA (6e titre)    |
| Coupes et trophées                       |                           |
| Vainqueur de la Coupe de Malaisie 2009   | Selangor FA               |
| Qualifications continentales             |                           |
| Coupe de l'AFC 2010                      | Selangor FA               |
| Promotions et relégations                |                           |
| Promus en Super League                   | Harimau Muda              |
| Promus en Super League                   | PBDKT T-Team FC           |
| Relégués en Premier League               | Pahang FA                 |
| Relégués en Premier League               | Polis-Di-Raja Malaysia FA |